# Gornje Gadimlje
Gadime e Epërme en albanais et Gornje Gadimlje en serbe latin (en serbe cyrillique : Горње Гадимље) est une localité du Kosovo située dans la commune/municipalité de Lipjan/Lipljan, district de Pristina (Kosovo) ou district de Kosovo (Serbie). Selon le recensement kosovar de 2011, elle compte 2 641 habitants, dont 2 637 Albanais.

## Histoire
Sur le territoire du village se trouve le site de Gradište dont les vestiges remontent à la Préhistoire ; mentionné par l'Académie serbe des sciences et des arts, il est inscrit sur la liste des monuments culturels du Kosovo.

## Démographie

### Évolution historique de la population dans la localité
| 1948  | 1953  | 1961  | 1971  | 1981  | 1991  | 2011  |
| ----- | ----- | ----- | ----- | ----- | ----- | ----- |
| 1 214 | 1 281 | 1 440 | 1 795 | 2 252 | 2 904 | 2 641 |

|  |